# Doręgowice (gromada)
Doręgowice – dawna gromada, czyli najmniejsza jednostka podziału terytorialnego Polskiej Rzeczypospolitej Ludowej w latach 1954–1972.
Gromady, z gromadzkimi radami narodowymi (GRN) jako organami władzy najniższego stopnia na wsi, funkcjonowały od reformy reorganizującej administrację wiejską przeprowadzonej jesienią 1954 do momentu ich zniesienia z dniem 1 stycznia 1973, tym samym wypierając organizację gminną w latach 1954–1972.
Gromadę Doręgowice z siedzibą GRN w Doręgowicach utworzono – jako jedną z 8759 gromad na obszarze Polski – w powiecie chojnickim w woj. bydgoskim, na mocy uchwały nr 24/5 WRN w Bydgoszczy z dnia 5 października 1954. W skład jednostki weszły obszary dotychczasowych gromad Zamarte, Doręgowice, Jerzmionki, Niwy, Nowawieś i Moszczenica ze zniesionej gminy Chojnice w tymże powiecie. Dla gromady ustalono 23 członków gromadzkiej rady narodowej.
Gromadę zniesiono 31 grudnia 1961, a jej obszar włączono do gromad Ogorzeliny (wsie Doręgowice, Jerzmionki, Zamarte, Kamionka, Niwy, Katarzyniec i Nowa Wieś) i Charzykowy (wieś Moszczenica) w tymże powiecie.